# Marienstraße (Hannover)
Die Marienstraße (maʁiːənʃtʁasə) ist eine Hauptausfallstraße im Hannoverschen Stadtteil Südstadt.
Sie wurde zur Zeit des Königreichs Hannover nach der Marienkapelle vor dem Aegidientor benannt.

## Verlauf
Der Straßenverlauf erstreckt sich in west-östlicher Richtung zwischen Aegidientorplatz und Braunschweiger Platz. Die östliche Fortsetzung in Richtung Messeschnellweg und Kleefeld heißt Hans-Böckler-Allee.
Zwischen Aegidientorplatz und der Kreuzung mit den Straßen Berliner Allee und Sallstraße ist die Marienstraße zweispurig. Sie ist in diesem Bereich die Grenze zwischen der Südstadt und dem Stadtteil Mitte mit dessen Warmbüchenviertel. Östlich der Kreuzung, auf dem ehemaligen Misburger Damm, verläuft sie größtenteils vierspurig. Kurz vor dem östlichen Ende der Marienstraße wird die Eisenbahnstrecke Hannover-Göttingen unterquert.

## Früherer Verlauf
Die Marienstraße war Teil des alten Fahrweges nach Misburg und Kirchrode. In ihrem Verlauf nimmt die Straße stadtauswärts (ab der Henriettenstiftung) den einstigen, bis etwa 1950 auch so benannten, Misburger Damm (auch: Misburgerdamm) auf und folgt der Landesstraße L 384. Bis zum Bau des Südschnellweges 1954 war sie auch Teil der Bundesstraße 65.

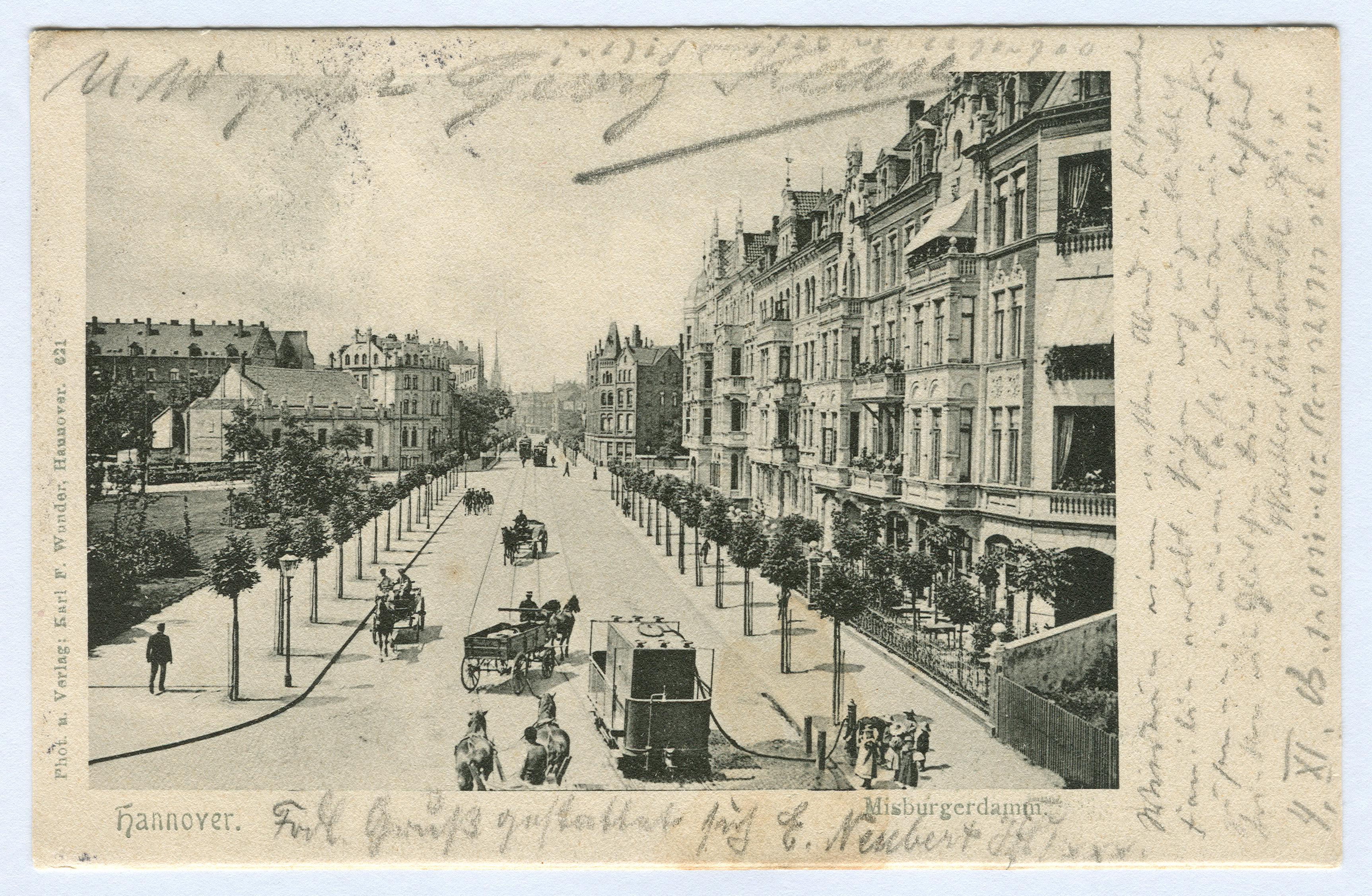
Um 1898: Karl Friedrich Wunder fotografierte von der Eisenbahnbrücke in Richtung Stadtmitte; Ansichtskarte Nr. 621
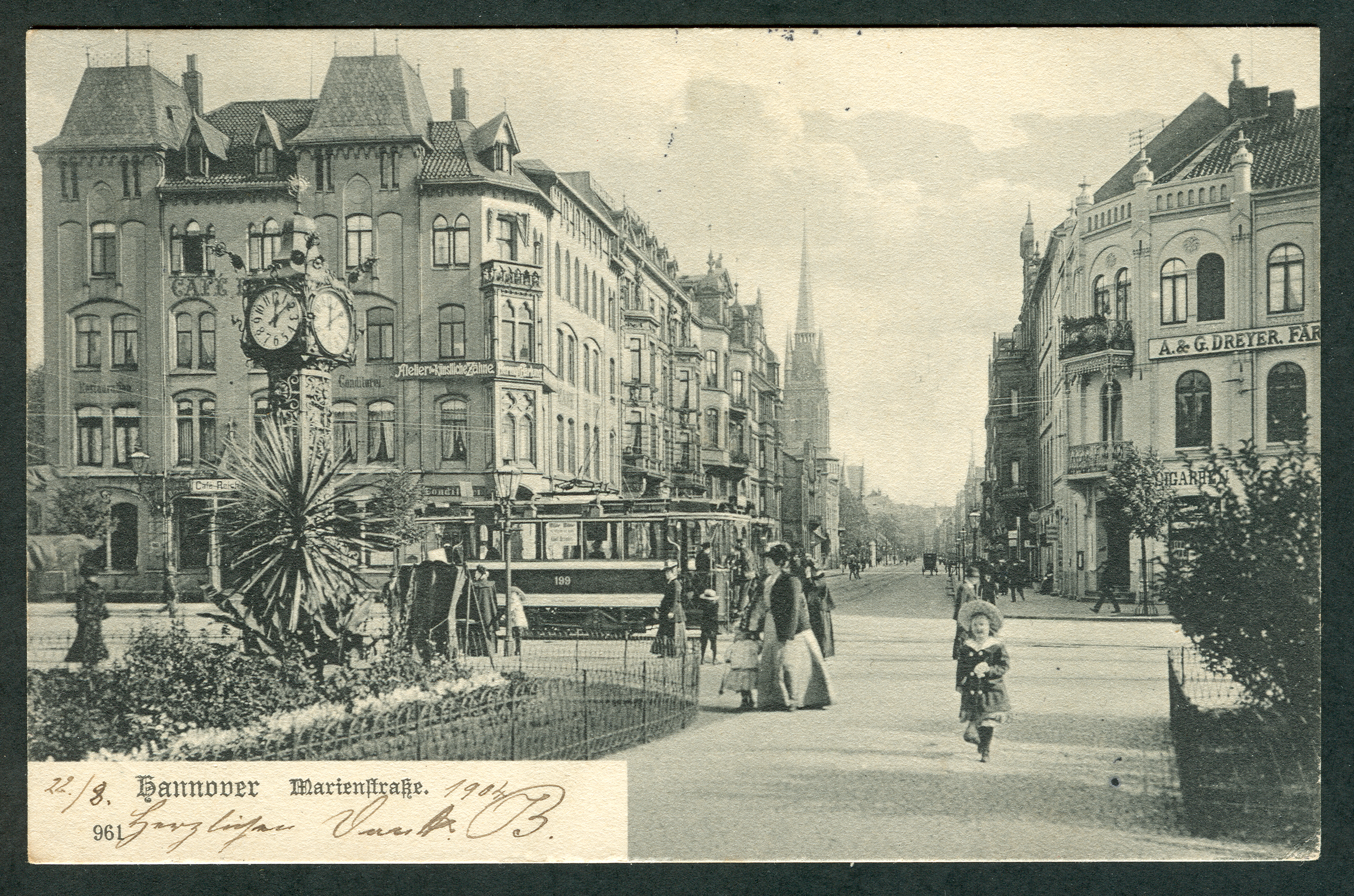
Wunders Ansichtskarte Nr. 961, um 1910
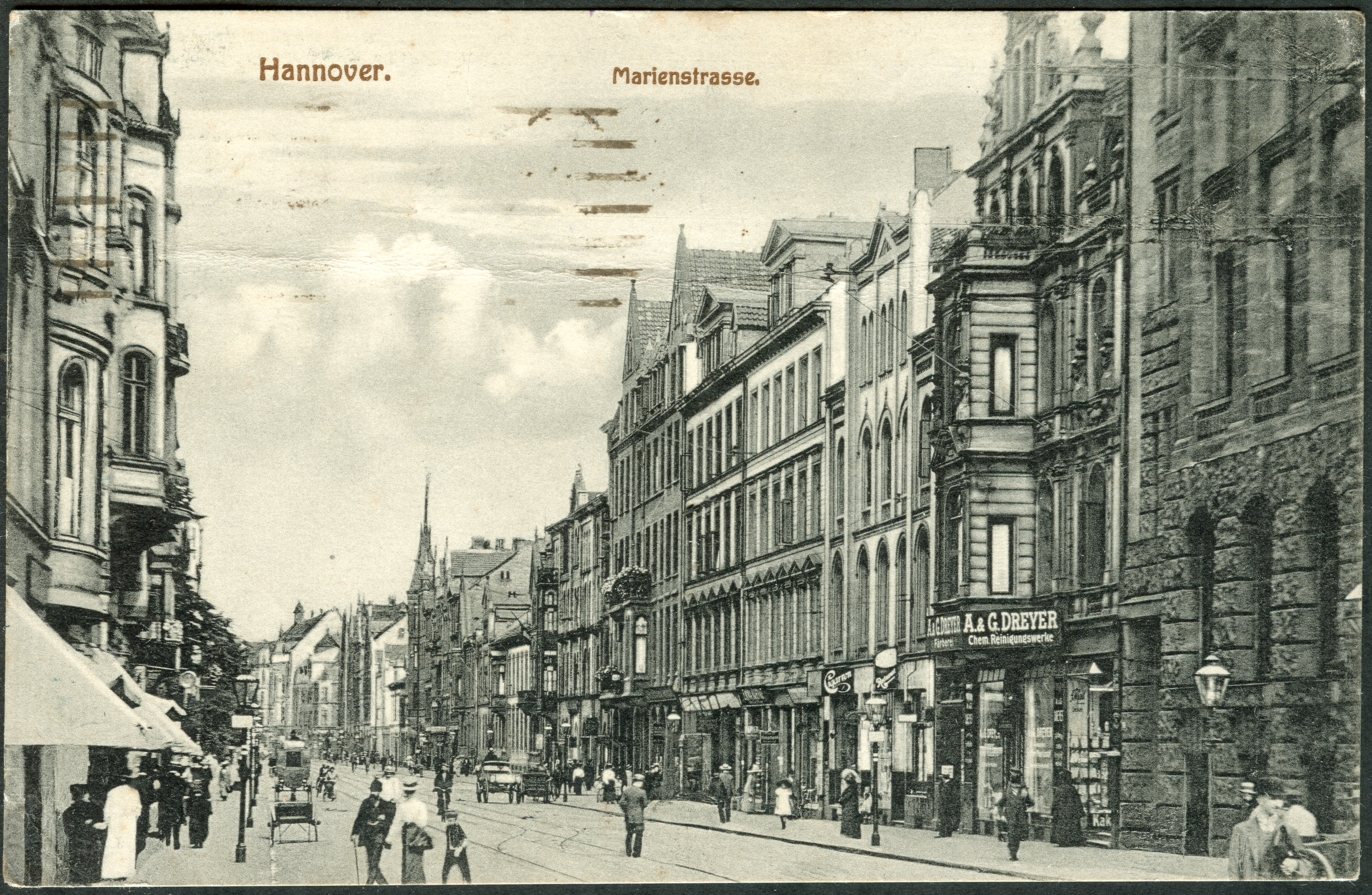
Ansichtskarte Nr. 203 von Ernst Walther
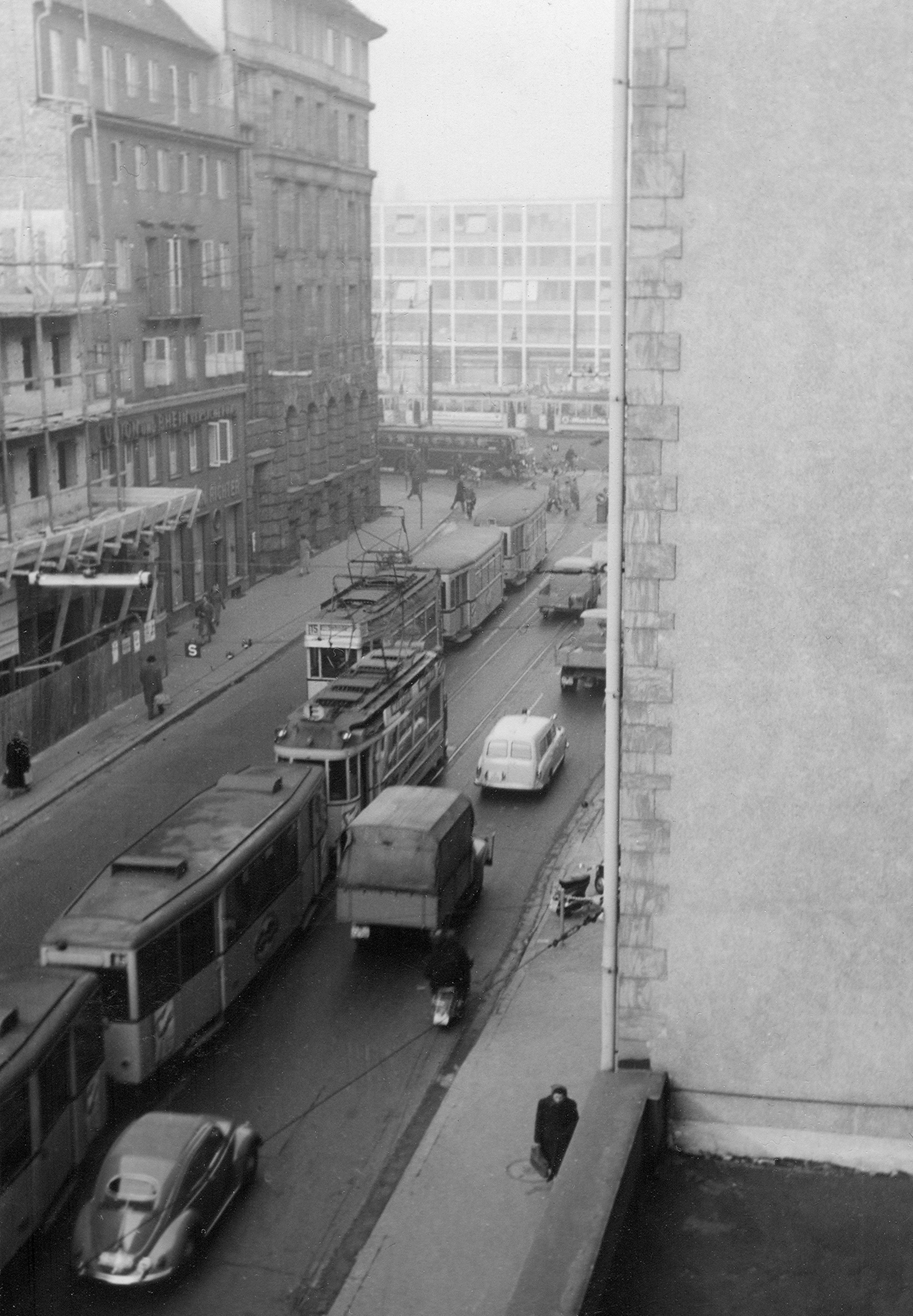
Blick um 1959 vom Bayer-Haus in Richtung Aegidientorplatz 1
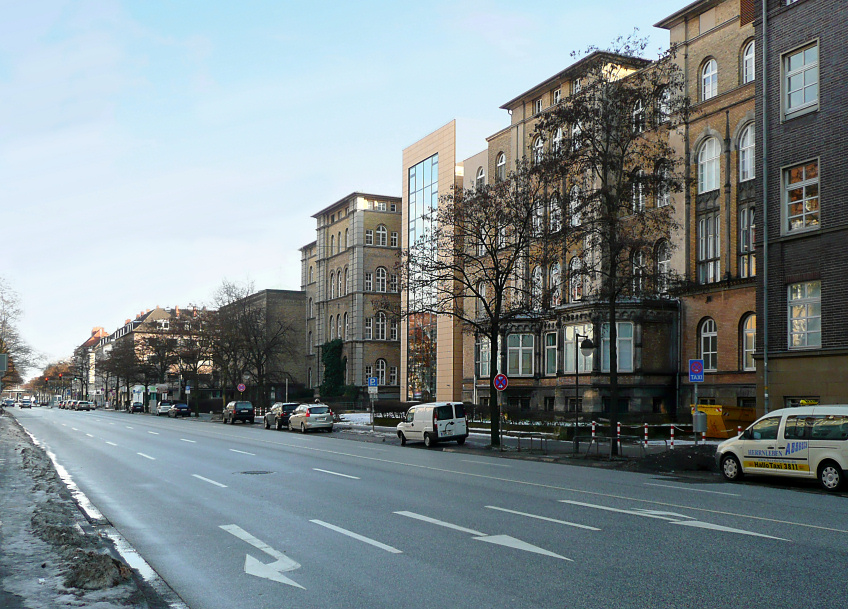
Gebäude der Henriettenstiftung an der Straße
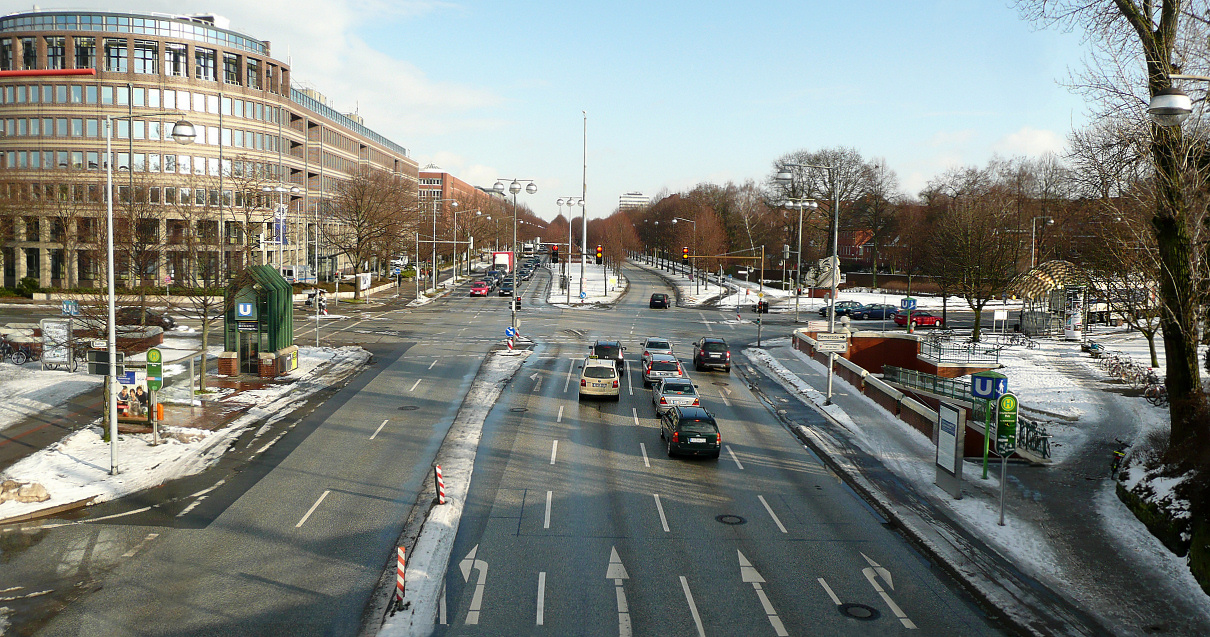
Braunschweiger Platz mit Marienstraße
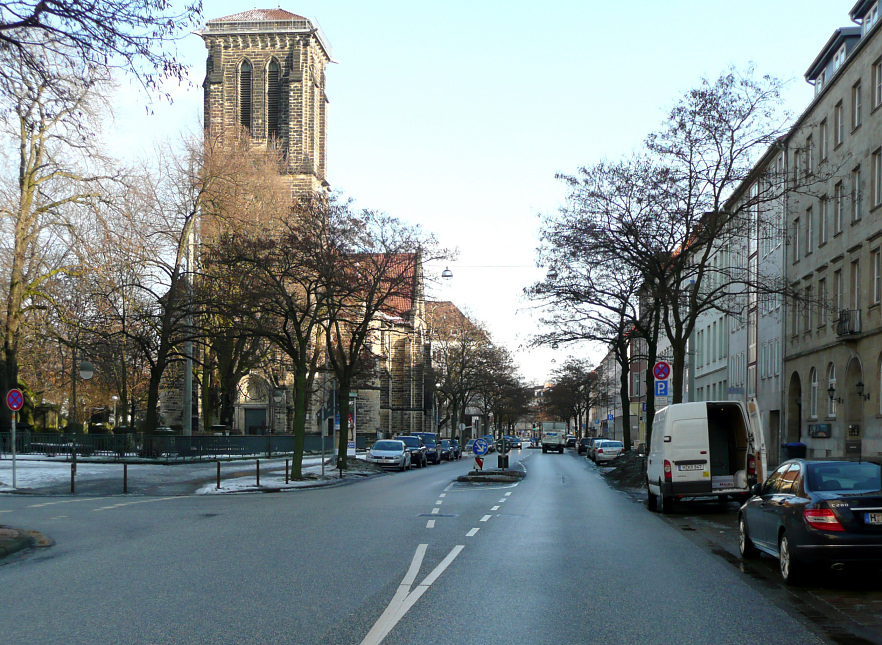
Marienstraße mit Gartenkirche

## Besonderheiten

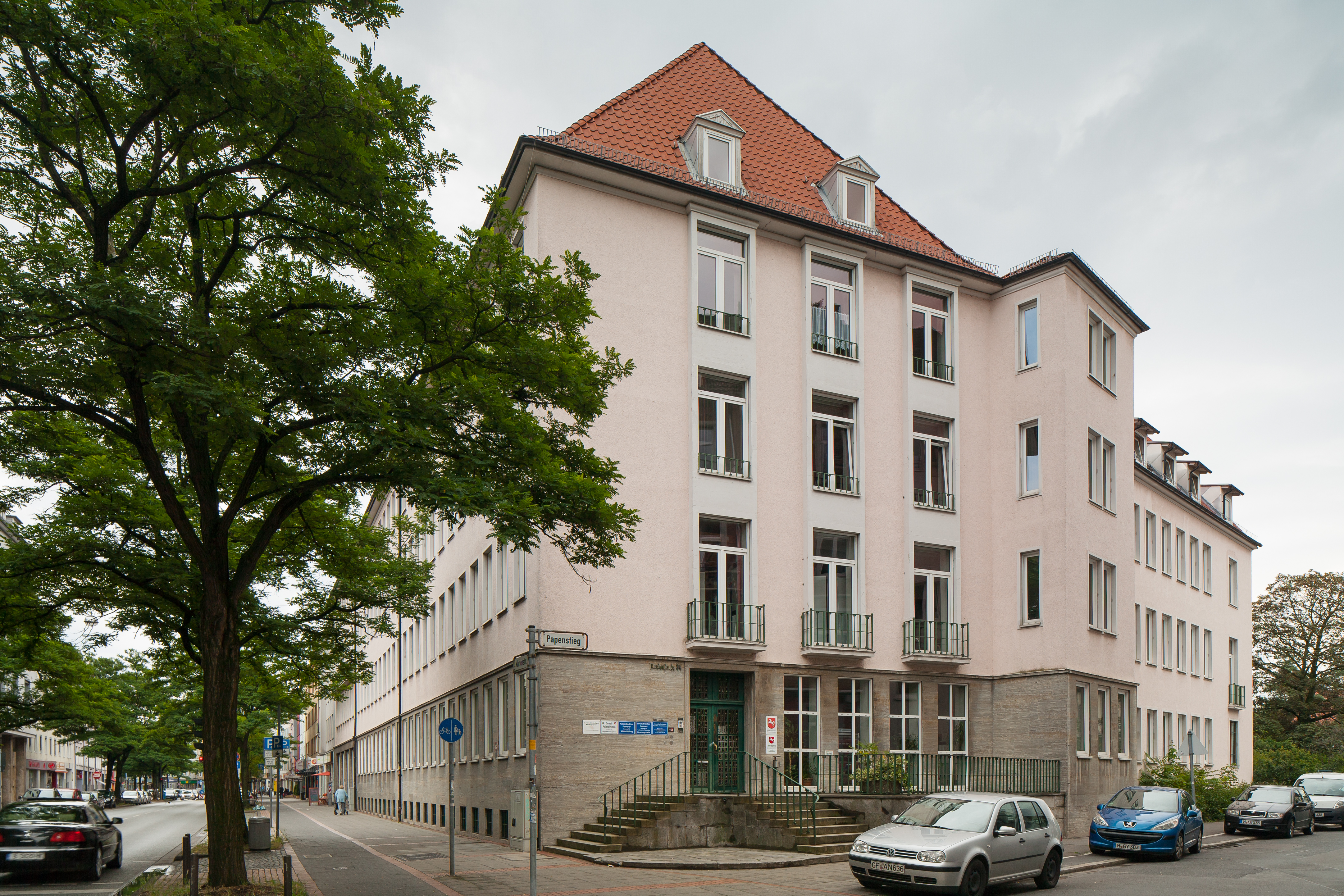
Typischer Verwaltungsbau aus der Zeit des Nationalsozialismus an der Marienstraße, Ecke Papenstieg

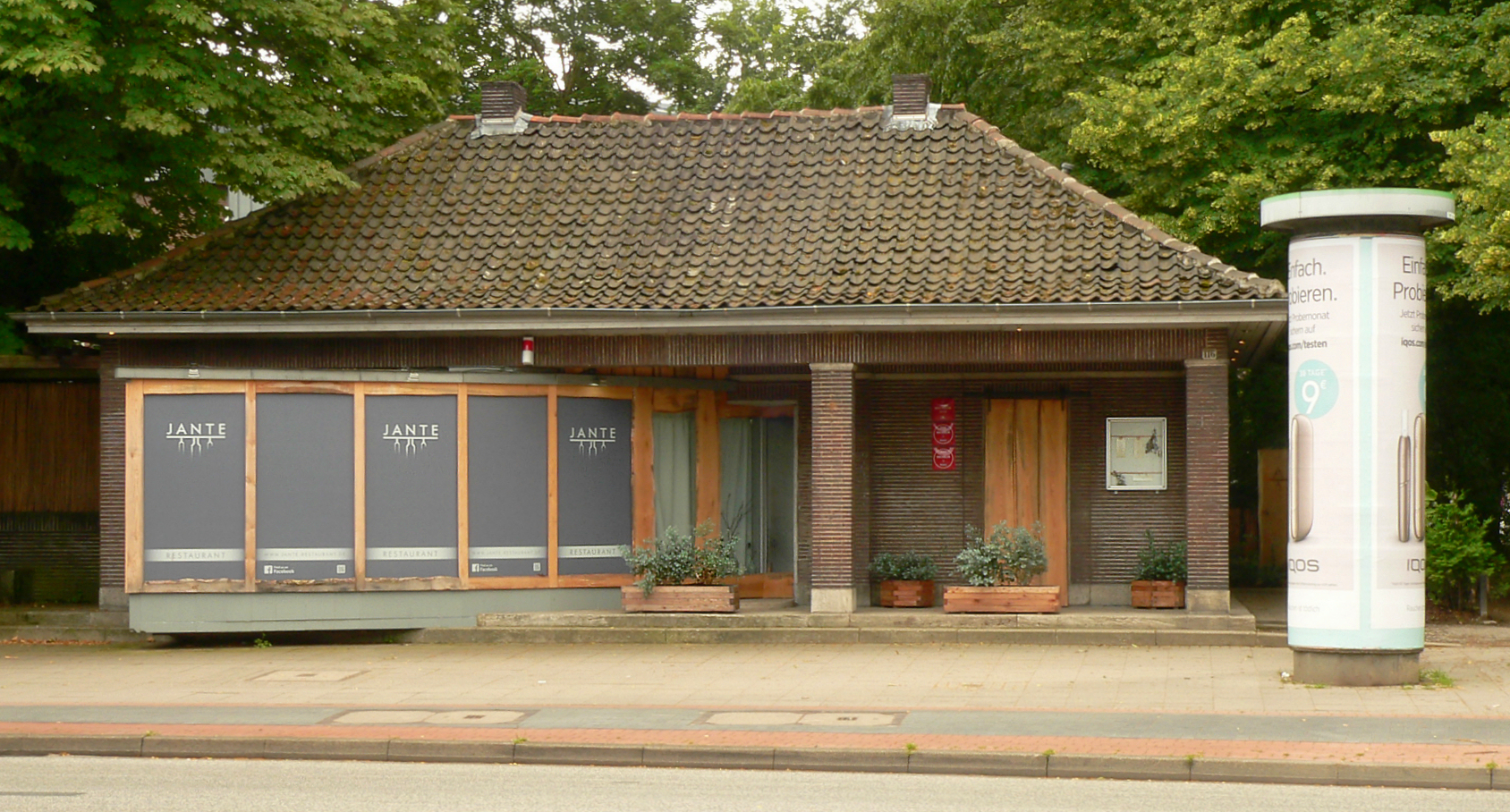
Restaurant „Jante“ in einem ehemaligen Toilettenhaus

An der Marienstraße befinden sich die Gartenkirche St. Marien mit ihrem Friedhof und das Krankenhaus Henriettenstiftung an der Kreuzung Sallstraße/Berliner Allee. Die Henriettenstiftung wurde 1859 von der Königin Marie von Sachsen-Altenburg mit der Erbschaft ihrer Tante Henriette von Nassau-Weilburg gegründet.
An der Ecke zur Straße Papenstieg findet sich der ehemalige Verwaltungsbau der Hannover-Braunschweigischen Stromversorgungs A.G. Bei dem 1937 entstandenen Gebäude handelt es sich um ein typisches Beispiel für die in dieser Zeit repräsentative Firmensitzarchitektur des Dritten Reiches.
An der Marienstraße befindet sich mit dem 2015 eröffneten „Jante“ das derzeit (2020) einzige Restaurant in Hannover, das im Guide Michelin mit einer Sternebewertung geführt wird. Im Guide Michelin 2017 hatte das Jante zunächst einen Stern erhalten, im Guide Michelin 2020 kam ein zweiter hinzu. Das Restaurant befindet sich am Braunschweiger Platz in einem ehemaligen Toilettenhaus, das bereits zuvor gastronomisch genutzt wurde.

## U-Bahn-Station
Unter der Kreuzung der Marienstraße mit der Sallstraße befindet sich die U-Bahn-Station Marienstraße der C-Strecke der Stadtbahn Hannover. Hier verkehren die Bahnen der Linien 4 (Garbsen–Roderbruch), 5 (Stöcken–Anderten), 6 (Nordhafen–Messe/Ost) und 11 (Haltenhoffstraße–Zoo).
| Linie | Verlauf | Takt                                       |
| ----- | --- | ------------------------------------------ |
| 4     | Garbsen – Auf der Horst – Marienwerder/Wissenschaftspark − Freudenthalstraße – Bahnhof Leinhausen – Herrenhäuser Gärten – Leibniz-Universität – Königsworther Platz – Steintor – Kröpcke – Aegidientorplatz – Marienstraße – Braunschweiger Platz – Clausewitzstraße – Kantplatz – Nackenberg – Bahnhof Karl-Wiechert-Allee – Medizinische Hochschule – Roderbruch | 10 min (werktags) 15 min (sonn-/feiertags) |
| 5     | Stöcken – Freudenthalstraße – Bahnhof Leinhausen – Herrenhäuser Gärten – Leibniz-Universität – Königsworther Platz – Steintor – Kröpcke – Aegidientorplatz – Marienstraße – Braunschweiger Platz – Clausewitzstraße – Kantplatz – Nackenberg – Tiergarten – Anderten                                                                                               | 10 min (werktags) 15 min (sonn-/feiertags) |
| 6     | Nordhafen – Hainhölzer Markt – Bahnhof Nordstadt – An der Strangriede – Christuskirche – Steintor – Kröpcke – Aegidientorplatz – Marienstraße – Braunschweiger Platz – Kinderkrankenhaus auf der Bult – Brabeckstraße – Kronsberg – Messe/Ost (EXPO-Plaza) | 10 min (werktags) 15 min (sonn-/feiertags) |
| 11    | Haltenhoffstraße – An der Strangriede – Christuskirche – Steintor – Kröpcke – Aegidientorplatz – Marienstraße – Braunschweiger Platz – Clausewitzstraße – Hannover Congress Centrum – Zoo | 10 min (werktags) 15 min (sonn-/feiertags) |

Beim Bau der Station Ende der 1980er Jahre wurde diese so errichtet, dass sie bei einem Bau der früher geplanten D-Strecke als Kreuzungsstation ausgebaut werden könnte. Jedoch werden diese Pläne von der Region Hannover nicht weiter verfolgt.